# Перахора
Перахо́ра (греч. Περαχώρα) — село в Греции. Расположено на одноимённом полуострове в 93 километрах к западу от Афин у подножия гор Герания на высоте 267 метров над уровнем моря, к северо-западу от Коринфского перешейка, напротив города Коринфа. Входит в сообщество Лутракион-Перахора в общине Лутракион-Айи-Теодори в периферийной единице Коринфии в периферии Пелопоннес. Население 1141 жителей по переписи 2011 года.

## История
По крайней мере с X в. до н. э. область была населена дорийцами, исповедовавших культ Геры. Культ Геры был принесён сюда из Аргоса
На горе Лутракион находится здание классического периода, возможно, храм. В районе современного Лутракиона находилось место Терма (Θερμά) или Термы (Θέρμαι), известное тёплыми источниками. В районе современной деревни Схинос (Σχίνος) на северном склоне горы Герания находился укреплённый город Эноя (Οινοη). В современной деревне Перахоре найдено большое древнее кладбище. В Монастири (Μοναστήρι) существовало небольшое поселение и кладбище классического периода. В Аспрокамбосе большое кладбище с надписями архаического периода. Важнейшим археологическим местом в Перахоре является Герейон, укреплённый город с храмом Геры на мысе Иреон в Коринфском заливе. Он раскопан археологами. Находки хранятся в Национальном археологическом музее.
В конце IX века до н. э. Перахора была присоединена к Мегаре, а её жители составили две из пяти областей (ком) Мегариды — Герею и Пирею и назывались герейцами и пирейцами. Около 750—725 годов до н. э. Перахора захвачена Коринфом, что позволило ему контролировать весь Коринфский перешеек.
В древности область называлась Пирея или Перея (Περαία, лат. Peiraeum). В районе Аспрокамбоса существовал укреплённый город Пирей (Πείραιον η Περαίον).
Постройки IV века до н. э. и зллинистического периода, множество подношений свидетельствуют о процветании Герейона до конца классического периода. Герейон был заброшен после 146 года до н. э., когда римский военачальник Луций Муммий Ахаик захватил и разрушил Коринф. На руинах Герейона было построено несколько римских домов.

## Современность
Сейчас Перахора представляет собой маленькое поселение, построенный на живописном холме с видом на Коринфский залив. Местность известна среди кинопродюсеров. В 1962 году здесь снимался фильм «Триста спартанцев».

## Население
| Год  | Население, человек |
| ---- | ------------------ |
| 1991 | 1285               |
| 2001 | 1238               |
| 2011 | ↘ 1141             |

## Уроженцы
- Георгиос Кордзас (1875—1944) — генерал-майор греческой армии и министр.